# Paratakaoia parva
Paratakaoia parva is een hooiwagen uit de familie Epedanidae.